# Aforismo
Un aforismo (del griego ἀφορίζειν, ‘definir’; y del latín aphorismus) es una sentencia que pretende expresar una idea de manera concisa, coherente y en apariencia definitiva.
El aforismo es el género literario más breve y más conciso, pues lo definen así sus propias características estructurales y de extensión. El aforismo tiende a ser breve, mientras que el ensayo o la novela, tienden a ser extensos. El aforismo acota un pensamiento de forma precisa; y es esa precisión la que realza su texto. Aunque el aforismo y la poesía están íntimamente emparentados, este género goza de suficiente diferenciación para considerarlo género marcadamente distinto.[cita requerida]
Algunas obras de autores de la Grecia clásica, como Heráclito de Éfeso, Esquilo, Píndaro, Hipócrates o Demócrito contienen pensamientos o máximas aforísticas, para apoyar sus opiniones, teorías, demostraciones y tratados filosóficos, médicos, científicos, etc.
Como otros muchos ejemplos de elementos proverbiales, los estudiosos de la sociolingüística proponen que el aforismo es un tipo de paremia, hermano del axioma, la máxima, el adagio, y otras formulaciones del pensamiento breves, moralizantes o sentenciosas (apotegmas,  proverbios, etc.)
La variedad de autores que practicaron el “arte del aforismo” va desde Madame de Sevigné a Simone Weil o María Zambrano, desde Confucio y Georg Christoph Lichtenberg a Santiago Ramón y Cajal, desde Benjamin Franklin a Émile Cioran, desde Charles Baudelaire a Jorge Luis Borges, desde Mark Twain a Oscar Wilde, desde Pessoa a Antonio Machado, o desde Platón a Albert Camus.[cita requerida]
Conviene resaltar que un aforista no necesariamente escribió libros exclusivamente dedicados a los aforismos; también se consideran aforistas los que en modo abundante insertaron sus aforismos dentro de sus obras de cualquier género. Resulta interminable el listado de escritores o personajes ilustres que entran en este conjunto, tales como: Joan Fuster, Carl Friedrich Gauss, Federico García Lorca, Antonio Gala, G. K. Chesterton o Julio Verne.[cita requerida]